# SWAT Elite Troops
SWAT Elite Troops es un videojuego de disparos táctico para dispositivos móviles desarrollado por Rovio Entertainment Corporation y distribuido por Vivendi Games Mobile. Fue lanzado el 1 de marzo de 2008. 
El videojuego fue desarrollado en Java y pertenece a la saga de videojuegos Police Quest.
Actualmente no se encuentra disponible.